# Caroline Langrishe
Caroline Langrishe, född 10 januari 1958 i London, är en brittisk skådespelare. Langrishe har bland annat medverkat i filmerna Döden i grytan (1978), En julsaga (1984) och Död mans fåfänga (1986), TV-serien Lovejoy (1993–1994) samt i miniserierna Mistrals dotter (1984) och Krigets skördar (1987).

## Filmografi i urval
- 1977 – Anna Karenina (Miniserie)
- 1978 – Wuthering Heights (Miniserie)
- 1978 – Les Miserables (TV-film)
- 1978 – Döden i grytan
- 1979 – Tvekampen
- 1980 – Death Watch
- 1984 – Mistrals dotter (Miniserie)
- 1984 – En julsaga (TV-film)
- 1986 – Död mans fåfänga (TV-film)
- 1987 – Krigets skördar (Miniserie)
- 1988 – Hawks
- 1988 – Twelfth Night, or What You Will (TV-film)
- 1991 – Poirot (TV-serie)
- 1993 – Cluedo (TV-serie)
- 1993–1994 – Lovejoy (TV-serie)
- 1999 – Parting Shots
- 1999 – Rouge Trader
- 1999 – Cleopatra (Miniserie)
- 2007–2008 – Casualty (TV-serie)
- 2010 – Morden i Midsomer (TV-serie)
- 2014–2019 – Agatha Raisin – privatdetektiv (TV-serie) (2 avsnitt)
- 2017 – Morden i Midsomer (TV-serie)